# 清水河镇 (兴义市)
清水河镇，是中华人民共和国贵州省黔西南布依族苗族自治州兴义市下辖的一个乡镇级行政单位。

## 行政区划
清水河镇下辖以下地区：
新丰村、新场村、双桥村、高峰村、补打村、黔西村、联丰村和金星村。